# Terremoto de Sumatra de 1833

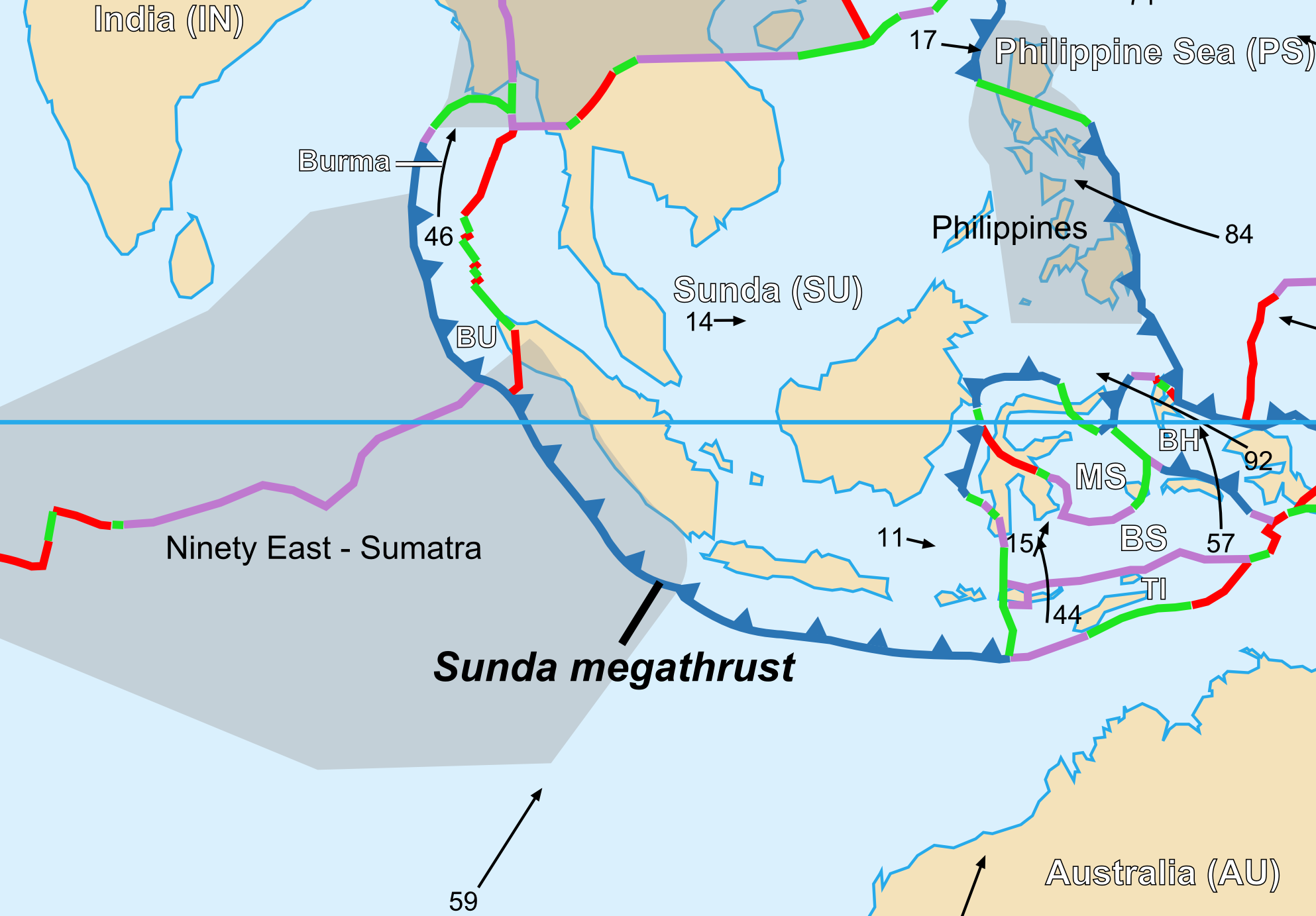
Placa tectónica sobre Sunda megathrust

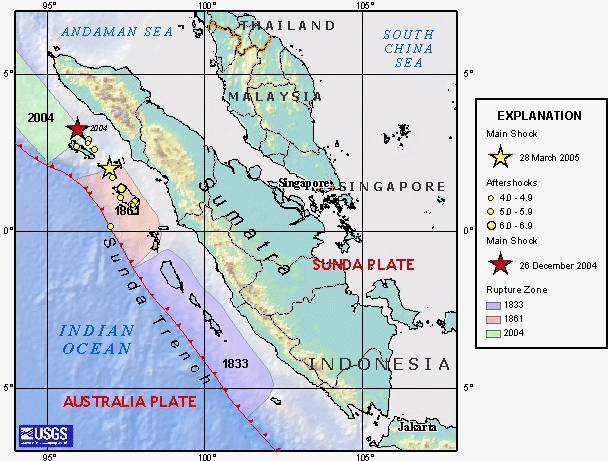
Carta del USGS mostrando área de ruptura del sismo de 1833

El terremoto en Sumatra se produjo el 25 de noviembre de 1833, aproximadamente a las 22:00, hora local, con un magnitud estimada de M w = 8.8 a 9.2. Esto causó un gran tsunami que inundó la costa suroccidental de la isla. No hay registros confiables de la pérdida de vidas, pero se describe como numerosas víctimas. La magnitud de este evento se ha estimado utilizando los registros de elevación tomadas del coral de microatolones.

## Antecedentes
La isla de Sumatra se encuentra en el límite de placas de subducción entre la placa Indoaustraliana y la placa Euroasiática. La subducción entre estas placas es muy oblicua cerca de Sumatra, con el desplazamiento de ser alojados cerca de las fallas a lo largo de la zona de subducción, conocido como Gran Falla de la Sonda, y cerca de puro fallamiento de deslizamiento a lo largo de la Gran Falla de Sumatra. Los principales eventos de deslizamiento en la interfaz de la zona de subducción son típicamente del tipo de mega impulso. Históricamente, los terremotos de mega impulso grandes o gigantes se han registrado en 1797, 1833, 1861, 2004, 2005, 2007 y 2012 la mayoría de ellos están asociados a tsunamis devastadores. Más pequeñas (pero grande) de mega impulso, también se han producido en los pequeños espacios entre las áreas que secuelan en los eventos más grandes, en 1935, 1984, 2000 y 2002.

## Daños
Solo hay escasa información disponible sobre la magnitud de los daños asociados ya sea con el terremoto o el tsunami posterior. Sin embargo, el tsunami fue devastador con claridad a lo largo de la costa suroeste de Sumatra, Pariaman de Bengkulu. También hay un informe único de daños importantes en las islas Seychelles.

## Características
El terremoto duró 5 minutos en Bengkulu y Padang, 3 minutos, en combinación con la gravedad que esto sugiere una fuente de muy grande ruptura. La medida de la ruptura y la magnitud de este terremoto se ha determinado utilizando el efecto de los cambios relativos del nivel del mar en microatolones de coral de un grupo de pequeñas islas a lo largo de la cresta del arco exterior que corre paralelo a la costa de Sumatra, la isla Mentawai. Estos microatolones, llamado así por su parecido con la isla atolones, se pueden utilizar para proporcionar un registro de los cambios del nivel del mar. Los Microatolones se forman debido a que la cabeza del coral no puede crecer más allá del nivel de la marea baja (conocido como el más alto nivel de supervivencia) ya que la exposición lleva a la muerte. La morfología de las microatolones refleja directamente cambios en el segmento de alto nivel. La presencia de bandas de crecimiento anual combinado con el uranio-torio de método, permite que los cambios morfológicos que se fecha, con una incertidumbre de sólo unos pocos años a unas pocas décadas.

## Tsunami
Modelado del tsunami sugiere que la mayor parte de la energía habría sido radiada en el océano Índico, evitando la mayoría de los centros de población costeros de Sumatra fuera de sí mismo.  El modelado detallado alrededor de Sumatra, se adapta muy bien con las observaciones disponibles.